# Kansas-Nebraska Act

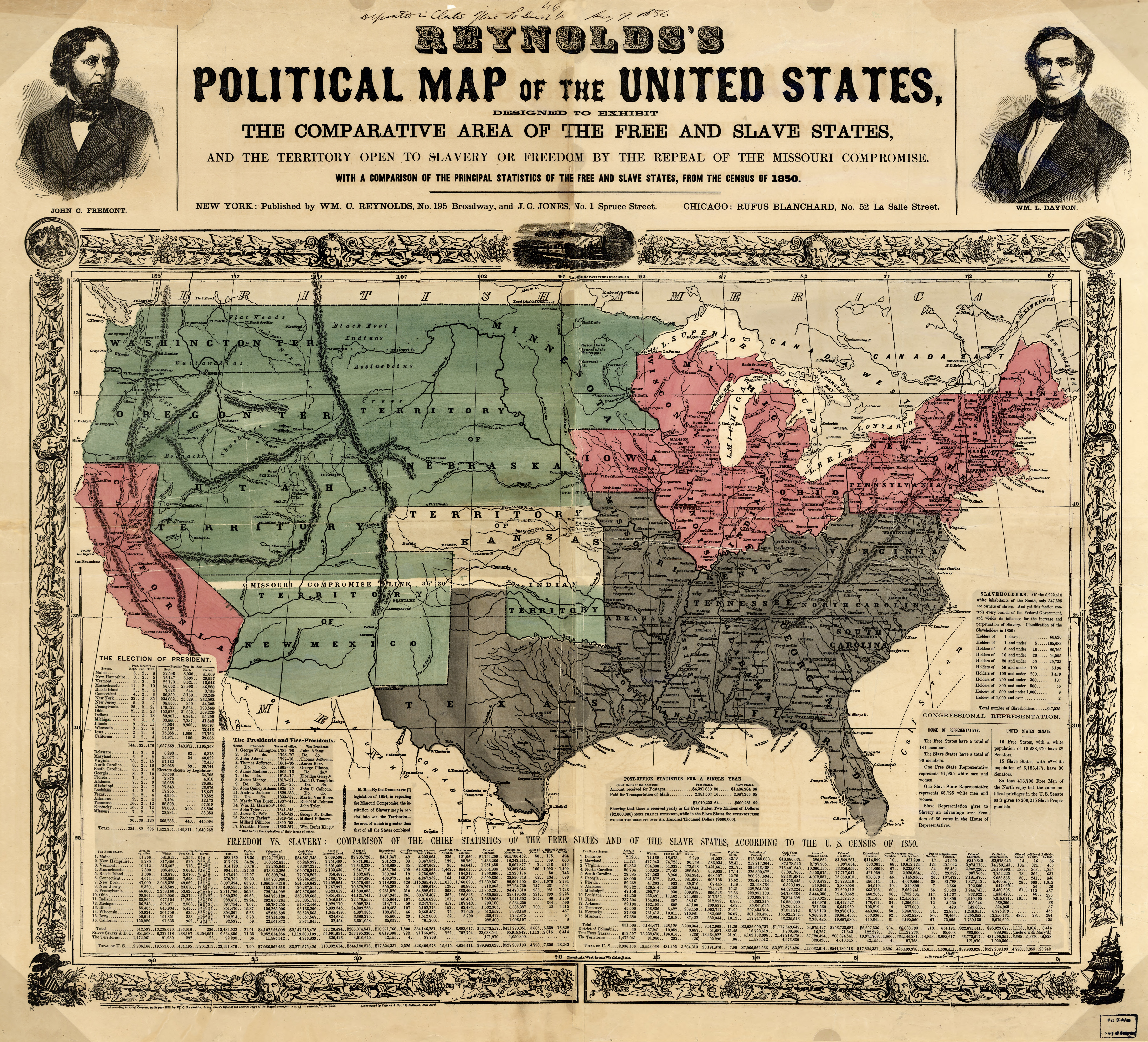
Questa carta del 1854 mostra gli Stati schiavisti (grigio), gli Stati liberi (rosso) ed i Territori degli Stati Uniti in verde con il Kansas non colorato.

Il Kansas-Nebraska Act fu una legge redatta da Stephen A. Douglas, senatore democratico dell'Illinois e presidente del comitato del Senato per i territori, ed approvata dal Congresso degli Stati Uniti d'America nel 1854. Rappresentò un punto cruciale tra gli eventi che condussero alla guerra di secessione.

## Origine
In quell'anno il Congresso voleva progettare una ferrovia transcontinentale verso il Pacifico. Stephen A. Douglas, in quanto senatore dell'Illinois, voleva che passasse per Chicago, ma i sudisti insistevano perché passasse dalla California attraverso il Texas e toccando New Orleans. Douglas decise quindi di scendere a un compromesso e presentò il Kansas-Nebraska Act: in cambio del passaggio della ferrovia per Chicago, propose l'organizzazione dei territori per cui sarebbe passata la ferrovia in due nuovi Stati: Kansas e Nebraska.

## La legge
La legge prevedeva la creazione dei due nuovi Stati, il Kansas e il Nebraska (divisi dal 40º parallelo). Il problema sorse quando si trattò di decidere se consentire o vietare lo schiavismo in questi territori; le possibilità erano due:
- applicare il compromesso del Missouri del 1820, per il quale al di sopra del 36°30' parallelo (quindi anche in questi due territori) la schiavitù doveva essere vietata; questa ipotesi era caldeggiata dagli Stati del nord;
- applicare un sistema analogo a quello utilizzato nel compromesso del 1850, col quale California e Nuovo Messico erano stati ammessi nell'Unione, che lasciava la soluzione della questione a un voto popolare all'interno dello Stato stesso; questa ipotesi era ben vista dagli Stati del sud.

Alla fine prevalse la seconda ipotesi, ma il costo politico di questo provvedimento fu altissimo.

## Conseguenze

### Fine del Secondo Sistema bipartitico
Quando si trattò di votare la legge il Partito Whig si spaccò in due: i Whig del nord votarono contro, quelli del sud a favore, e il voto segnò la fine del partito.
Anche i Democratici ebbero problemi: se la maggioranza di essi votò a favore, molti parlamentari del nord votarono contro. Il partito resse, ma gli scontri interni diventarono sempre più forti, finché alle elezioni presidenziali del 1860 si presentarono due candidati democratici, uno rappresentativo del nord e uno del sud.

### Nascita del Partito Repubblicano
Il compromesso del Missouri era un riferimento fondamentale per gli abolizionisti del nord; la sua mancata applicazione al Kansas e al Nebraska li mise in subbuglio e favorì la creazione di circoli, dapprima isolati, che ben presto andarono a formare il Partito Repubblicano.

### Guerra civile in Kansas
Il territorio del Kansas era abitato per lo più da immigrati provenienti dal nord, quindi in maggioranza abolizionisti; nonostante ciò, il nascente Stato confinava con il Missouri, dove lo schiavismo era legale. Dopo l'approvazione del Kansas-Nebraska Act e il conseguente rinvio della decisione sulla schiavitù alle elezioni nello Stato, gruppi estremisti di entrambe le fazioni (schiavisti ed abolizionisti) organizzarono un'immigrazione mirata nel Kansas affinché dal voto fosse eletto un parlamento favorevole ai loro interessi.
In questo pericoloso gioco politico si inserì anche il Missouri, il quale, non accettando la possibilità di avere ai propri confini uno Stato in cui i propri schiavi potessero fuggire e trovare la libertà, il giorno delle elezioni organizzò dei brogli elettorali. Ne uscì quindi un parlamento a maggioranza schiavista. Gli abolizionisti, non accettando il responso delle urne, formarono un proprio parlamento autonomo nella città di Topeka, mentre il parlamento uscito dalle elezioni si riuniva a Lecompton.
Il Kansas si trovava così con due organi legislativi e due governi. A questo punto intervenne il presidente degli Stati Uniti Franklin Pierce, che riconobbe come legittimo il parlamento schiavista. La tensione in Kansas salì quindi a livelli altissimi, fino a tramutarsi in una vera e propria guerra civile tra schiavisti ed abolizionisti, che, prima di essere sedata con l'invio di truppe federali, fece più di 200 morti.
Si decise allora di rieleggere il contestato parlamento; le elezioni presidenziali del 1856 videro un risultato nettamente abolizionista, ed all'inizio del 1861 il Kansas fu ammesso nell'Unione come Stato libero (cioè, dove la schiavitù era illegale). Nonostante la situazione si fosse risolta, la questione dello schiavismo aveva già raggiunto un livello esplosivo: nel 1861 sette Stati del sud avevano già dichiarato la secessione.